# Jegłownik
Jegłownik (Duits: Fichthorst) is een plaats in het Poolse district  Elbląski, woiwodschap Ermland-Mazurië. De plaats maakt deel uit van de gemeente Gronowo Elbląskie en telt 1000 inwoners.